# Mike Fibbens
Michael Wenham "Mike" Fibbens (Harlow, Inglaterra, 31 de mayo de 1968) es un nadador retirado especializado en pruebas de estilo libre. Fue medalla de bronce en la prueba de 50 metros libres durante el Campeonato Europeo de Natación de 1991,
Representó a Reino Unido durante los Juegos Olímpicos de Atlanta 1996, Barcelona 1992 y Seúl 1988.

## Palmarés internacional
| Campeonato Mundial de Natación en Piscina Corta | Campeonato Mundial de Natación en Piscina Corta | Campeonato Mundial de Natación en Piscina Corta | Campeonato Mundial de Natación en Piscina Corta |
| Año                                             | Lugar                                           | Medalla                                         | Prueba                                          |
| ----------------------------------------------- | ----------------------------------------------- | ----------------------------------------------- | ----------------------------------------------- |
| 1993                                            | Palma de Mallorca ( España)                     | Medalla de bronce                               | 4x100 m estilos                                 |
| Campeonato Europeo de Natación                  |                                                 |                                                 |                                                 |
| Año                                             | Lugar                                           | Medalla                                         | Prueba                                          |
| 1991                                            | Atenas ( Grecia)                                | Medalla de bronce                               | 50 m libres                                     |
| 1993                                            | Sheffield ( Reino Unido)                        | Medalla de bronce                               | 4x100 m estilos                                 |